# Olympische Jugend-Winterspiele 2020/Teilnehmer (Großbritannien)
| Gelbes Symbol für Goldmedaillen mit stilisierten Olympischen Ringen | Graues Symbol für Silbermedaillen mit stilisierten Olympischen Ringen | Braundes Symbol für Bronzemedaillen mit stilisierten Olympischen Ringen |
| ------------------------------------------------------------------- | --------------------------------------------------------------------- | ----------------------------------------------------------------------- |
| —                                                                   | 1                                                                     | —                                                                       |

Das Vereinigte Königreich nahm unter dem Namen Großbritannien an den Olympischen Jugend-Winterspielen 2020 im Schweizerischen Lausanne mit 28 Athleten (14 Jungen und 14 Mädchen) in 12 Sportarten teil.

## Medaillen

### Medaillenspiegel
| Rang   | Sportart         | Gold | Silber | Bronze | Gesamt |
| ------ | ---------------- | ---- | ------ | ------ | ------ |
| 1      | Freestyle-Skiing | —    | 1      | —      | 1      |
| Gesamt | Gesamt           | 0    | 1      | 0      | 1      |

### Medaillengewinner
| Name/n              | Sportart         | Wettkampf           |
| ------------------- | ---------------- | ------------------- |
| Silber              |                  |                     |
| Kirsty Muir         | Freestyle-Skiing | Big Air             |
| Theo Collins 1      | Eisschnelllauf   | Teamsprint          |
| Mackenzie Stewart 1 | Eishockey        | 3×3 Turnier Jungen  |
| Amy Robery 1        | Eishockey        | 3×3 Turnier Mädchen |
| Bronze              |                  |                     |
| Olivia Weedon 1     | Shorttrack       | Teamstaffel         |
| Evan Nauth 1        | Eishockey        | 3×3 Turnier Jungen  |
| Mirren Foy 1        | Eishockey        | 3×3 Turnier Mädchen |

## Teilnehmer nach Sportarten

### Biathlon
| Athleten      | Wettbewerbe  | Zeit        | Fehler      | Rang |
| ------------- | ------------ | ----------- | ----------- | ---- |
| Mädchen       |              |             |             |      |
| Shawna Pendry | 6 km Sprint  | 19:47,3 min | 1 (0+1)     | 12   |
| Shawna Pendry | 10 km Einzel | 38:13,7 min | 6 (0+2+1+3) | 39   |

### Bob
| Athlet            | Wettbewerb | Lauf 1      | Lauf 1 | Lauf 2      | Lauf 2 | Gesamt      | Gesamt |
| Athlet            | Wettbewerb | Zeit        | Rang   | Zeit        | Rang   | Zeit        | Rang   |
| ----------------- | ---------- | ----------- | ------ | ----------- | ------ | ----------- | ------ |
| Jungen            |            |             |        |             |        |             |        |
| William Scammell  | Monobob    | 1:14,24 min | 11     | 1:14,02 min | 12     | 2:28,26 min | 12     |
| Mädchen           |            |             |        |             |        |             |        |
| Charlotte Longden | Monobob    | 1:15,45 min | 13     | 1:14,75 min | 10     | 2:30,20 min | 12     |

### Curling
| Wettbewerb    | Mixed-Team                                                          | Mixed-Team                                                          | Mixed-Team                                                          | Mixed-Team                                                          |
| ------------- | ------------------------------------------------------------------- | ------------------------------------------------------------------- | ------------------------------------------------------------------- | ------------------------------------------------------------------- |
| Athleten      | Ross Craik                                                          | Robyn Mitchell                                                      | Jamie Rankin                                                        | Hannah Farries                                                      |
| Vorrunde      | Frankreich 9:5 Türkei 1:5 Norwegen 3:8 Slowenien 6:2 Neuseeland 9:7 | Frankreich 9:5 Türkei 1:5 Norwegen 3:8 Slowenien 6:2 Neuseeland 9:7 | Frankreich 9:5 Türkei 1:5 Norwegen 3:8 Slowenien 6:2 Neuseeland 9:7 | Frankreich 9:5 Türkei 1:5 Norwegen 3:8 Slowenien 6:2 Neuseeland 9:7 |
| Viertelfinale | ausgeschieden                                                       | ausgeschieden                                                       | ausgeschieden                                                       | ausgeschieden                                                       |
| Halbfinale    | ausgeschieden                                                       | ausgeschieden                                                       | ausgeschieden                                                       | ausgeschieden                                                       |
| Finale        | ausgeschieden                                                       | ausgeschieden                                                       | ausgeschieden                                                       | ausgeschieden                                                       |
| Platzierung   | 11                                                                  | 11                                                                  | 11                                                                  | 11                                                                  |

Im Mixed-Doppel, kam der Partner immer aus einem anderen Land, somit spielten nur gemischte Mannschaften in diesem Wettbewerb mit.
| Athleten                       | Wettbewerb   | 1. Runde                       | 1. Runde | 2. Runde                        | 2. Runde      | 3. Runde                | 3. Runde      | 4. Runde      | 4. Runde      | Halbfinale    | Halbfinale    | Finale/Platz 3 | Finale/Platz 3 | Rang |
| Athleten                       | Wettbewerb   | Gegner                         | Erg      | Gegner                          | Erg           | Gegner                  | Erg           | Gegner        | Erg           | Gegner        | Erg           | Gegner         | Erg            | Rang |
| ------------------------------ | ------------ | ------------------------------ | -------- | ------------------------------- | ------------- | ----------------------- | ------------- | ------------- | ------------- | ------------- | ------------- | -------------- | -------------- | ---- |
| Mixed                          |              |                                |          |                                 |               |                         |               |               |               |               |               |                |                |      |
| Klaudia Szmidt Jamie Rankin    | Mixed Doppel | Alina Fakhurtdinova Vitor Melo | 8:2      | Berfin Şengül Olle Moberg       | 11:6          | Mina Kobayashi Leo Tuaz | 2:9           | ausgeschieden | ausgeschieden | ausgeschieden | ausgeschieden | ausgeschieden  | ausgeschieden  | 7    |
| Robyn Mitchell František Jiral | Mixed Doppel | Sara Rigler Benjamin Kapp      | 8:5      | Park You-been Robert Kamiński   | 6:5           | Laura Nagy Nathan Young | 4:7           | ausgeschieden | ausgeschieden | ausgeschieden | ausgeschieden | ausgeschieden  | ausgeschieden  | 7    |
| Natalie Wiksten Ross Craik     | Mixed Doppel | Momoha Tabata Romet Mäesalu    | 8:6      | Kristyna Farková Axel Landelius | 6:12          | ausgeschieden           | ausgeschieden | ausgeschieden | ausgeschieden | ausgeschieden | ausgeschieden | ausgeschieden  | ausgeschieden  | 13   |
| Hannah Farries Kadir Polat     | Mixed Doppel | Kaitlin Murphy Jaedon Neuert   | 4:8      | ausgeschieden                   | ausgeschieden | ausgeschieden           | ausgeschieden | ausgeschieden | ausgeschieden | ausgeschieden | ausgeschieden | ausgeschieden  | ausgeschieden  | 25   |

### Eishockey
Im 3×3 Eishockey spielten die Athleten in gemischten Mannschaften.
| Mannschaft     | Athleten | Vorrunde       | Vorrunde  | Halbfinale    | Halbfinale    | Finale/Spiel um Bronze          | Finale/Spiel um Bronze | Rang   |
| Mannschaft     | Athleten | Gegner         | Ergebnis  | Gegner        | Ergebnis      | Gegner                          | Ergebnis               | Rang   |
| -------------- | --- | -------------- | --------- | ------------- | ------------- | ------------------------------- | ---------------------- | ------ |
| Jungen         | |                |           |               |               |                                 |                        |        |
| _ Team Blau    | Chen Chih-yuan Jakub Trzebunia Caleb Chapman Ziya Efe Güçlü Hong Seung-woo Daniel Assavolyuk Joris Valčiukas Riley Langille Cater Hamill Konrad Kudeviita Simone Terraneo Oliver Thestrup Hansen Issa Otsuka | _ Team Grau    | 8:9       | ausgeschieden | ausgeschieden | ausgeschieden                   | ausgeschieden          | 8      |
| _ Team Blau    | Chen Chih-yuan Jakub Trzebunia Caleb Chapman Ziya Efe Güçlü Hong Seung-woo Daniel Assavolyuk Joris Valčiukas Riley Langille Cater Hamill Konrad Kudeviita Simone Terraneo Oliver Thestrup Hansen Issa Otsuka | _ Team Orange  | 1:12      | ausgeschieden | ausgeschieden | ausgeschieden                   | ausgeschieden          | 8      |
| _ Team Blau    | Chen Chih-yuan Jakub Trzebunia Caleb Chapman Ziya Efe Güçlü Hong Seung-woo Daniel Assavolyuk Joris Valčiukas Riley Langille Cater Hamill Konrad Kudeviita Simone Terraneo Oliver Thestrup Hansen Issa Otsuka | _ Team Schwarz | 8:14      | ausgeschieden | ausgeschieden | ausgeschieden                   | ausgeschieden          | 8      |
| _ Team Blau    | Chen Chih-yuan Jakub Trzebunia Caleb Chapman Ziya Efe Güçlü Hong Seung-woo Daniel Assavolyuk Joris Valčiukas Riley Langille Cater Hamill Konrad Kudeviita Simone Terraneo Oliver Thestrup Hansen Issa Otsuka | _ Team Grün    | 6:11      | ausgeschieden | ausgeschieden | ausgeschieden                   | ausgeschieden          | 8      |
| _ Team Blau    | Chen Chih-yuan Jakub Trzebunia Caleb Chapman Ziya Efe Güçlü Hong Seung-woo Daniel Assavolyuk Joris Valčiukas Riley Langille Cater Hamill Konrad Kudeviita Simone Terraneo Oliver Thestrup Hansen Issa Otsuka | _ Team Gelb    | 8:13      | ausgeschieden | ausgeschieden | ausgeschieden                   | ausgeschieden          | 8      |
| _ Team Blau    | Chen Chih-yuan Jakub Trzebunia Caleb Chapman Ziya Efe Güçlü Hong Seung-woo Daniel Assavolyuk Joris Valčiukas Riley Langille Cater Hamill Konrad Kudeviita Simone Terraneo Oliver Thestrup Hansen Issa Otsuka | _ Team Braun   | 2:14      | ausgeschieden | ausgeschieden | ausgeschieden                   | ausgeschieden          | 8      |
| _ Team Blau    | Chen Chih-yuan Jakub Trzebunia Caleb Chapman Ziya Efe Güçlü Hong Seung-woo Daniel Assavolyuk Joris Valčiukas Riley Langille Cater Hamill Konrad Kudeviita Simone Terraneo Oliver Thestrup Hansen Issa Otsuka | _ Team Rot     | 11:18     | ausgeschieden | ausgeschieden | ausgeschieden                   | ausgeschieden          | 8      |
| _ Team Braun   | Luka Banek Sai Lake Hugo Galvez Elvis Hsu Axel Ruski-Jones Marlon D’Acunto Erik Potšinok Evan Nauth Artur Seniut Matyáš Šapovaliv Milán Ivády Rastislav Eliáš Sebastian Aarsund                              | _ Team Schwarz | 13:11     | _ Team Rot    | 7:9           | Spiel um Bronze: _ Team Schwarz | 6:5                    | Bronze |
| _ Team Braun   | Luka Banek Sai Lake Hugo Galvez Elvis Hsu Axel Ruski-Jones Marlon D’Acunto Erik Potšinok Evan Nauth Artur Seniut Matyáš Šapovaliv Milán Ivády Rastislav Eliáš Sebastian Aarsund                              | _ Team Grün    | 6:8       | _ Team Rot    | 7:9           | Spiel um Bronze: _ Team Schwarz | 6:5                    | Bronze |
| _ Team Braun   | Luka Banek Sai Lake Hugo Galvez Elvis Hsu Axel Ruski-Jones Marlon D’Acunto Erik Potšinok Evan Nauth Artur Seniut Matyáš Šapovaliv Milán Ivády Rastislav Eliáš Sebastian Aarsund                              | _ Team Grau    | 16:6      | _ Team Rot    | 7:9           | Spiel um Bronze: _ Team Schwarz | 6:5                    | Bronze |
| _ Team Braun   | Luka Banek Sai Lake Hugo Galvez Elvis Hsu Axel Ruski-Jones Marlon D’Acunto Erik Potšinok Evan Nauth Artur Seniut Matyáš Šapovaliv Milán Ivády Rastislav Eliáš Sebastian Aarsund                              | _ Team Orange  | 14:10     | _ Team Rot    | 7:9           | Spiel um Bronze: _ Team Schwarz | 6:5                    | Bronze |
| _ Team Braun   | Luka Banek Sai Lake Hugo Galvez Elvis Hsu Axel Ruski-Jones Marlon D’Acunto Erik Potšinok Evan Nauth Artur Seniut Matyáš Šapovaliv Milán Ivády Rastislav Eliáš Sebastian Aarsund                              | _ Team Rot     | 5:11      | _ Team Rot    | 7:9           | Spiel um Bronze: _ Team Schwarz | 6:5                    | Bronze |
| _ Team Braun   | Luka Banek Sai Lake Hugo Galvez Elvis Hsu Axel Ruski-Jones Marlon D’Acunto Erik Potšinok Evan Nauth Artur Seniut Matyáš Šapovaliv Milán Ivády Rastislav Eliáš Sebastian Aarsund                              | _ Team Blau    | 14:2      | _ Team Rot    | 7:9           | Spiel um Bronze: _ Team Schwarz | 6:5                    | Bronze |
| _ Team Braun   | Luka Banek Sai Lake Hugo Galvez Elvis Hsu Axel Ruski-Jones Marlon D’Acunto Erik Potšinok Evan Nauth Artur Seniut Matyáš Šapovaliv Milán Ivády Rastislav Eliáš Sebastian Aarsund                              | _ Team Gelb    | 8:6       | _ Team Rot    | 7:9           | Spiel um Bronze: _ Team Schwarz | 6:5                    | Bronze |
| _ Team Rot     | Juho Lukkari Denys Pasko Lin Wei-yu Aleks Menc Matija Dinić Peter Repčík Mackenzie Stewart Dylan Wesseling Tjaš Lesničar Sander Salvær Jan Hornecker Matthias Bittner Maël Halladj                           | _ Team Orange  | 6:8       | _ Team Braun  | 9:7           | _ Team Grün                     | 4:10                   | Silber |
| _ Team Rot     | Juho Lukkari Denys Pasko Lin Wei-yu Aleks Menc Matija Dinić Peter Repčík Mackenzie Stewart Dylan Wesseling Tjaš Lesničar Sander Salvær Jan Hornecker Matthias Bittner Maël Halladj                           | _ Team Schwarz | 12:9      | _ Team Braun  | 9:7           | _ Team Grün                     | 4:10                   | Silber |
| _ Team Rot     | Juho Lukkari Denys Pasko Lin Wei-yu Aleks Menc Matija Dinić Peter Repčík Mackenzie Stewart Dylan Wesseling Tjaš Lesničar Sander Salvær Jan Hornecker Matthias Bittner Maël Halladj                           | _ Team Grün    | 8:9 n. V. | _ Team Braun  | 9:7           | _ Team Grün                     | 4:10                   | Silber |
| _ Team Rot     | Juho Lukkari Denys Pasko Lin Wei-yu Aleks Menc Matija Dinić Peter Repčík Mackenzie Stewart Dylan Wesseling Tjaš Lesničar Sander Salvær Jan Hornecker Matthias Bittner Maël Halladj                           | _ Team Grau    | 9:13      | _ Team Braun  | 9:7           | _ Team Grün                     | 4:10                   | Silber |
| _ Team Rot     | Juho Lukkari Denys Pasko Lin Wei-yu Aleks Menc Matija Dinić Peter Repčík Mackenzie Stewart Dylan Wesseling Tjaš Lesničar Sander Salvær Jan Hornecker Matthias Bittner Maël Halladj                           | _ Team Braun   | 11:5      | _ Team Braun  | 9:7           | _ Team Grün                     | 4:10                   | Silber |
| _ Team Rot     | Juho Lukkari Denys Pasko Lin Wei-yu Aleks Menc Matija Dinić Peter Repčík Mackenzie Stewart Dylan Wesseling Tjaš Lesničar Sander Salvær Jan Hornecker Matthias Bittner Maël Halladj                           | _ Team Gelb    | 15:13     | _ Team Braun  | 9:7           | _ Team Grün                     | 4:10                   | Silber |
| _ Team Rot     | Juho Lukkari Denys Pasko Lin Wei-yu Aleks Menc Matija Dinić Peter Repčík Mackenzie Stewart Dylan Wesseling Tjaš Lesničar Sander Salvær Jan Hornecker Matthias Bittner Maël Halladj                           | _ Team Blau    | 18:11     | _ Team Braun  | 9:7           | _ Team Grün                     | 4:10                   | Silber |
| Mädchen        | |                |           |               |               |                                 |                        |        |
| _ Team Blau    | Sidre Özer Valerie Christmann Anna Kot Marija Runewska Mirren Foy Zuzana Dobiašová Jana Krascheninina Maya Stöber Regina Metzler Karolina Hengelmüller Nikki Sharp Yuna Kusama Aya Juhl Petersen             | _ Team Grau    | 8:9       | _ Team Gelb   | 5:7           | Spiel um Bronze: _ Team Braun   | 6:4                    | Bronze |
| _ Team Blau    | Sidre Özer Valerie Christmann Anna Kot Marija Runewska Mirren Foy Zuzana Dobiašová Jana Krascheninina Maya Stöber Regina Metzler Karolina Hengelmüller Nikki Sharp Yuna Kusama Aya Juhl Petersen             | _ Team Orange  | 1:12      | _ Team Gelb   | 5:7           | Spiel um Bronze: _ Team Braun   | 6:4                    | Bronze |
| _ Team Blau    | Sidre Özer Valerie Christmann Anna Kot Marija Runewska Mirren Foy Zuzana Dobiašová Jana Krascheninina Maya Stöber Regina Metzler Karolina Hengelmüller Nikki Sharp Yuna Kusama Aya Juhl Petersen             | _ Team Schwarz | 8:14      | _ Team Gelb   | 5:7           | Spiel um Bronze: _ Team Braun   | 6:4                    | Bronze |
| _ Team Blau    | Sidre Özer Valerie Christmann Anna Kot Marija Runewska Mirren Foy Zuzana Dobiašová Jana Krascheninina Maya Stöber Regina Metzler Karolina Hengelmüller Nikki Sharp Yuna Kusama Aya Juhl Petersen             | _ Team Grün    | 6:11      | _ Team Gelb   | 5:7           | Spiel um Bronze: _ Team Braun   | 6:4                    | Bronze |
| _ Team Blau    | Sidre Özer Valerie Christmann Anna Kot Marija Runewska Mirren Foy Zuzana Dobiašová Jana Krascheninina Maya Stöber Regina Metzler Karolina Hengelmüller Nikki Sharp Yuna Kusama Aya Juhl Petersen             | _ Team Gelb    | 8:13      | _ Team Gelb   | 5:7           | Spiel um Bronze: _ Team Braun   | 6:4                    | Bronze |
| _ Team Blau    | Sidre Özer Valerie Christmann Anna Kot Marija Runewska Mirren Foy Zuzana Dobiašová Jana Krascheninina Maya Stöber Regina Metzler Karolina Hengelmüller Nikki Sharp Yuna Kusama Aya Juhl Petersen             | _ Team Braun   | 2:14      | _ Team Gelb   | 5:7           | Spiel um Bronze: _ Team Braun   | 6:4                    | Bronze |
| _ Team Blau    | Sidre Özer Valerie Christmann Anna Kot Marija Runewska Mirren Foy Zuzana Dobiašová Jana Krascheninina Maya Stöber Regina Metzler Karolina Hengelmüller Nikki Sharp Yuna Kusama Aya Juhl Petersen             | _ Team Rot     | 11:18     | _ Team Gelb   | 5:7           | Spiel um Bronze: _ Team Braun   | 6:4                    | Bronze |
| _ Team Grün    | Melanie Hernández Annie Sommer Huang Chun-lin Delfina Fattore Chanel Hofverberg Emma Donovalová Agata Muraro Ruka Kiyokawa Jessie Taylor Lisa Schröfl Kang Si-hyun Barbora Dalecká Fruzsina Szabó            | _ Team Gelb    | 10:5      | ausgeschieden | ausgeschieden | ausgeschieden                   | ausgeschieden          | 5      |
| _ Team Grün    | Melanie Hernández Annie Sommer Huang Chun-lin Delfina Fattore Chanel Hofverberg Emma Donovalová Agata Muraro Ruka Kiyokawa Jessie Taylor Lisa Schröfl Kang Si-hyun Barbora Dalecká Fruzsina Szabó            | _ Team Braun   | 8:6       | ausgeschieden | ausgeschieden | ausgeschieden                   | ausgeschieden          | 5      |
| _ Team Grün    | Melanie Hernández Annie Sommer Huang Chun-lin Delfina Fattore Chanel Hofverberg Emma Donovalová Agata Muraro Ruka Kiyokawa Jessie Taylor Lisa Schröfl Kang Si-hyun Barbora Dalecká Fruzsina Szabó            | _ Team Rot     | 9:8 n. V. | ausgeschieden | ausgeschieden | ausgeschieden                   | ausgeschieden          | 5      |
| _ Team Grün    | Melanie Hernández Annie Sommer Huang Chun-lin Delfina Fattore Chanel Hofverberg Emma Donovalová Agata Muraro Ruka Kiyokawa Jessie Taylor Lisa Schröfl Kang Si-hyun Barbora Dalecká Fruzsina Szabó            | _ Team Blau    | 11:6      | ausgeschieden | ausgeschieden | ausgeschieden                   | ausgeschieden          | 5      |
| _ Team Grün    | Melanie Hernández Annie Sommer Huang Chun-lin Delfina Fattore Chanel Hofverberg Emma Donovalová Agata Muraro Ruka Kiyokawa Jessie Taylor Lisa Schröfl Kang Si-hyun Barbora Dalecká Fruzsina Szabó            | _ Team Grau    | 14:6      | ausgeschieden | ausgeschieden | ausgeschieden                   | ausgeschieden          | 5      |
| _ Team Grün    | Melanie Hernández Annie Sommer Huang Chun-lin Delfina Fattore Chanel Hofverberg Emma Donovalová Agata Muraro Ruka Kiyokawa Jessie Taylor Lisa Schröfl Kang Si-hyun Barbora Dalecká Fruzsina Szabó            | _ Team Orange  | 8:6       | ausgeschieden | ausgeschieden | ausgeschieden                   | ausgeschieden          | 5      |
| _ Team Grün    | Melanie Hernández Annie Sommer Huang Chun-lin Delfina Fattore Chanel Hofverberg Emma Donovalová Agata Muraro Ruka Kiyokawa Jessie Taylor Lisa Schröfl Kang Si-hyun Barbora Dalecká Fruzsina Szabó            | _ Team Schwarz | 4:6       | ausgeschieden | ausgeschieden | ausgeschieden                   | ausgeschieden          | 5      |
| _ Team Rot     | Sonia David Valeria Ansoleaga Kao Wei-ting Nie Xinrui Abby Rowbotham Zoé Mächler Mila Lutteral Barbora Kapičáková Alina Itschajewa Bea Storesund Andrea Trnková Felicity Luby Anita Origlio                  | _ Team Orange  | 6:8       | ausgeschieden | ausgeschieden | ausgeschieden                   | ausgeschieden          | 7      |
| _ Team Rot     | Sonia David Valeria Ansoleaga Kao Wei-ting Nie Xinrui Abby Rowbotham Zoé Mächler Mila Lutteral Barbora Kapičáková Alina Itschajewa Bea Storesund Andrea Trnková Felicity Luby Anita Origlio                  | _ Team Schwarz | 12:9      | ausgeschieden | ausgeschieden | ausgeschieden                   | ausgeschieden          | 7      |
| _ Team Rot     | Sonia David Valeria Ansoleaga Kao Wei-ting Nie Xinrui Abby Rowbotham Zoé Mächler Mila Lutteral Barbora Kapičáková Alina Itschajewa Bea Storesund Andrea Trnková Felicity Luby Anita Origlio                  | _ Team Grün    | 9:8 n. V. | ausgeschieden | ausgeschieden | ausgeschieden                   | ausgeschieden          | 7      |
| _ Team Rot     | Sonia David Valeria Ansoleaga Kao Wei-ting Nie Xinrui Abby Rowbotham Zoé Mächler Mila Lutteral Barbora Kapičáková Alina Itschajewa Bea Storesund Andrea Trnková Felicity Luby Anita Origlio                  | _ Team Grau    | 9:13      | ausgeschieden | ausgeschieden | ausgeschieden                   | ausgeschieden          | 7      |
| _ Team Rot     | Sonia David Valeria Ansoleaga Kao Wei-ting Nie Xinrui Abby Rowbotham Zoé Mächler Mila Lutteral Barbora Kapičáková Alina Itschajewa Bea Storesund Andrea Trnková Felicity Luby Anita Origlio                  | _ Team Braun   | 11:5      | ausgeschieden | ausgeschieden | ausgeschieden                   | ausgeschieden          | 7      |
| _ Team Rot     | Sonia David Valeria Ansoleaga Kao Wei-ting Nie Xinrui Abby Rowbotham Zoé Mächler Mila Lutteral Barbora Kapičáková Alina Itschajewa Bea Storesund Andrea Trnková Felicity Luby Anita Origlio                  | _ Team Gelb    | 15:13     | ausgeschieden | ausgeschieden | ausgeschieden                   | ausgeschieden          | 7      |
| _ Team Rot     | Sonia David Valeria Ansoleaga Kao Wei-ting Nie Xinrui Abby Rowbotham Zoé Mächler Mila Lutteral Barbora Kapičáková Alina Itschajewa Bea Storesund Andrea Trnková Felicity Luby Anita Origlio                  | _ Team Blau    | 18:11     | ausgeschieden | ausgeschieden | ausgeschieden                   | ausgeschieden          | 7      |
| _ Team Schwarz | Angelina Hurschler Courtney Mahoney Zhang Xinyue Chang En-ni Alicja Mota Nikola Janeková Amy Robery Darja Petrowa Kimberly Collard Luca Márton Reina Sato Emilia Kyrkkö Carlotta Regine                      | _ Team Braun   | 11:13     | _ Team Braun  | 11:7          | _ Team Gelb                     | 1:6                    | Silber |
| _ Team Schwarz | Angelina Hurschler Courtney Mahoney Zhang Xinyue Chang En-ni Alicja Mota Nikola Janeková Amy Robery Darja Petrowa Kimberly Collard Luca Márton Reina Sato Emilia Kyrkkö Carlotta Regine                      | _ Team Rot     | 9:12      | _ Team Braun  | 11:7          | _ Team Gelb                     | 1:6                    | Silber |
| _ Team Schwarz | Angelina Hurschler Courtney Mahoney Zhang Xinyue Chang En-ni Alicja Mota Nikola Janeková Amy Robery Darja Petrowa Kimberly Collard Luca Márton Reina Sato Emilia Kyrkkö Carlotta Regine                      | _ Team Blau    | 14:8      | _ Team Braun  | 11:7          | _ Team Gelb                     | 1:6                    | Silber |
| _ Team Schwarz | Angelina Hurschler Courtney Mahoney Zhang Xinyue Chang En-ni Alicja Mota Nikola Janeková Amy Robery Darja Petrowa Kimberly Collard Luca Márton Reina Sato Emilia Kyrkkö Carlotta Regine                      | _ Team Gelb    | 19:7      | _ Team Braun  | 11:7          | _ Team Gelb                     | 1:6                    | Silber |
| _ Team Schwarz | Angelina Hurschler Courtney Mahoney Zhang Xinyue Chang En-ni Alicja Mota Nikola Janeková Amy Robery Darja Petrowa Kimberly Collard Luca Márton Reina Sato Emilia Kyrkkö Carlotta Regine                      | _ Team Orange  | 8:14      | _ Team Braun  | 11:7          | _ Team Gelb                     | 1:6                    | Silber |
| _ Team Schwarz | Angelina Hurschler Courtney Mahoney Zhang Xinyue Chang En-ni Alicja Mota Nikola Janeková Amy Robery Darja Petrowa Kimberly Collard Luca Márton Reina Sato Emilia Kyrkkö Carlotta Regine                      | _ Team Grau    | 16:8      | _ Team Braun  | 11:7          | _ Team Gelb                     | 1:6                    | Silber |
| _ Team Schwarz | Angelina Hurschler Courtney Mahoney Zhang Xinyue Chang En-ni Alicja Mota Nikola Janeková Amy Robery Darja Petrowa Kimberly Collard Luca Márton Reina Sato Emilia Kyrkkö Carlotta Regine                      | _ Team Grün    | 6:4       | _ Team Braun  | 11:7          | _ Team Gelb                     | 1:6                    | Silber |

### Eisschnelllauf
| Athleten                                                       | Wettbewerbe | Zeit        | Rang   |
| -------------------------------------------------------------- | ----------- | ----------- | ------ |
| Jungen                                                         |             |             |        |
| Theo Collins                                                   | 500 m       | 40,59 s     | 28     |
| Theo Collins                                                   | 1500 m      | 2:09,43 min | 32     |
| Mixed                                                          |             |             |        |
| Team 16 Laura Kivioja Daria Kopacz Theo Collins Motonaga Arito | Teamsprint  | 2:05,92 min | Silber |

| Athleten     | Wettbewerbe | Halbfinale | Halbfinale  | Halbfinale | Finale        | Finale        | Finale        | Rang          |
| Athleten     | Wettbewerbe | Punkte     | Zeit        | Rang       | Punkte        | Zeit          | Rang          | Rang          |
| ------------ | ----------- | ---------- | ----------- | ---------- | ------------- | ------------- | ------------- | ------------- |
| Jungen       |             |            |             |            |               |               |               |               |
| Theo Collins | Massenstart | 0          | 5:58,38 min | 13         | ausgeschieden | ausgeschieden | ausgeschieden | ausgeschieden |

### Freestyle-Skiing
| Athleten     | Wettbewerbe | Qualifikation | Qualifikation | Finale        | Finale        | Rang   |
| Athleten     | Wettbewerbe | Punkte        | Rang          | Punkte        | Rang          | Rang   |
| ------------ | ----------- | ------------- | ------------- | ------------- | ------------- | ------ |
| Jungen       |             |               |               |               |               |        |
| Jasper Klein | Big Air     | 76,25         | 10            | 133,75        | 9             | 9      |
| Jasper Klein | Slopestyle  | 61,66         | 15            | ausgeschieden | ausgeschieden | 15     |
| Mädchen      |             |               |               |               |               |        |
| Kirsty Muir  | Big Air     | 81,33         | 3             | 170,00        | 2             | Silber |
| Kirsty Muir  | Slopestyle  | 77,50         | 4             | 86,25         | 4             | 4      |

| Athleten                                                              | Wettbewerbe                        | Vorrunde | Viertelfinale | Halbfinale    | Finale        | Rang |
| Athleten                                                              | Wettbewerbe                        | Rang     | Rang          | Rang          | Rang          | Rang |
| --------------------------------------------------------------------- | ---------------------------------- | -------- | ------------- | ------------- | ------------- | ---- |
| Jungen                                                                |                                    |          |               |               |               |      |
| Scott Johns                                                           | Skicross                           | 6        | –             | ausgeschieden | ausgeschieden | 11   |
| Mixed                                                                 |                                    |          |               |               |               |      |
| Mixed Team 6 Aina Gomáriz Marie-Pier Brunet Álvaro Romero Scott Johns | Ski-/Snowboardcross Teamwettbewerb | 3        | ausgeschieden | ausgeschieden | ausgeschieden | 16   |

### Nordische Kombination
| Athleten    | Wettbewerb           | Skispringen | Skispringen | Skispringen | Langlauf    | Langlauf | Rang |
| Athleten    | Wettbewerb           | Weite       | Punkte      | Rang        | Zeit        | Rang     | Rang |
| ----------- | -------------------- | ----------- | ----------- | ----------- | ----------- | -------- | ---- |
| Mädchen     |                      |             |             |             |             |          |      |
| Mani Cooper | Normalschanze / 4 km | 69,0 m      | 85,3        | 16          | 15:06,8 min | 21       | 19   |

### Shorttrack
| Athlet                                                         | Wettbewerb  | Vorlauf      | Vorlauf | Viertelfinale | Viertelfinale | Halbfinale    | Halbfinale    | Finale        | Finale        | Rang   |
| Athlet                                                         | Wettbewerb  | Zeit         | Rang    | Zeit          | Rang          | Zeit          | Rang          | Zeit          | Rang          | Rang   |
| -------------------------------------------------------------- | ----------- | ------------ | ------- | ------------- | ------------- | ------------- | ------------- | ------------- | ------------- | ------ |
| Jungen                                                         |             |              |         |               |               |               |               |               |               |        |
| Matt Gardner                                                   | 500 m       | 45,460 s     | 4       | ausgeschieden | ausgeschieden | ausgeschieden | ausgeschieden | ausgeschieden | ausgeschieden | 26     |
| Matt Gardner                                                   | 1000 m      | 1:33,305 min | 4       | ausgeschieden | ausgeschieden | ausgeschieden | ausgeschieden | ausgeschieden | ausgeschieden | 26     |
| Mädchen                                                        |             |              |         |               |               |               |               |               |               |        |
| Olivia Weedon                                                  | 500 m       | 47,790 s     | 2       | 48,037 s      | 3             | ausgeschieden | ausgeschieden | ausgeschieden | ausgeschieden | 12     |
| Olivia Weedon                                                  | 1000 m      | 1:37,974 min | 3       | ausgeschieden | ausgeschieden | ausgeschieden | ausgeschieden | ausgeschieden | ausgeschieden | 18     |
| Mixed                                                          |             |              |         |               |               |               |               |               |               |        |
| Team A Olivia Weedon Seo Whi-min Thomas Nadalini Ethan De Rose | Teamstaffel | –            | –       | –             | –             | 4:15,427 min  | 2             | 4:16,115 min  | 3             | Bronze |

### Ski Alpin
| Athleten        | Wettbewerbe  | 1. Lauf     | 1. Lauf | 2. Lauf     | 2. Lauf | Gesamt      | Gesamt |
| Athleten        | Wettbewerbe  | Zeit        | Rang    | Zeit        | Rang    | Zeit        | Rang   |
| --------------- | ------------ | ----------- | ------- | ----------- | ------- | ----------- | ------ |
| Jungen          |              |             |         |             |         |             |        |
| Jack Cunningham | Riesenslalom | DNF         | DNF     | DNF         | DNF     | DNF         | DNF    |
| Jack Cunningham | Slalom       | DNF         | DNF     | DNF         | DNF     | DNF         | DNF    |
| Jack Cunningham | Super-G      | –           | –       | –           | –       | 56,36 s     | 26     |
| Jack Cunningham | Kombination  | 56,36 s     | 26      | DNF         | DNF     | DNF         | DNF    |
| Robert Holmes   | Riesenslalom | 1:06,25 min | 23      | 1:06,03 min | 18      | 2:12,28 min | 20     |
| Robert Holmes   | Slalom       | 38,96 s     | 19      | DSQ         | DSQ     | DSQ         | DSQ    |
| Robert Holmes   | Super-G      | –           | –       | –           | –       | DNF         | DNF    |
| Robert Holmes   | Kombination  | DNF         | DNF     | DNF         | DNF     | DNF         | DNF    |
| Mädchen         |              |             |         |             |         |             |        |
| Daisi Daniels   | Riesenslalom | 1:07,39 min | 23      | DNF         | DNF     | DNF         | DNF    |
| Daisi Daniels   | Slalom       | DNF         | DNF     | DNF         | DNF     | DNF         | DNF    |
| Daisi Daniels   | Super-G      | –           | –       | –           | –       | 57,82 s     | 18     |
| Daisi Daniels   | Kombination  | 57,82 s     | 18      | DNF         | DNF     | DNF         | DNF    |
| Sophie Foster   | Riesenslalom | 1:09,36 min | 31      | DNF         | DNF     | DNF         | DNF    |
| Sophie Foster   | Slalom       | 49,29 s     | 28      | 47,76 s     | 21      | 1:37,05 min | 20     |
| Sophie Foster   | Super-G      | –           | –       | –           | –       | 1:00,33 min | 33     |
| Sophie Foster   | Kombination  | 1:00,33 min | 33      | 39,98 s     | 18      | 1:40,31 min | 29     |

| Athleten                    | Wettbewerbe    | Achtelfinale | Achtelfinale | Viertelfinale | Viertelfinale | Halbfinale    | Halbfinale    | Finale/Platz 3 | Finale/Platz 3 | Rang |
| Athleten                    | Wettbewerbe    | Gegner       | Ergebnis     | Gegner        | Ergebnis      | Gegner        | Ergebnis      | Gegner         | Ergebnis       | Rang |
| --------------------------- | -------------- | ------------ | ------------ | ------------- | ------------- | ------------- | ------------- | -------------- | -------------- | ---- |
| Mixed                       |                |              |              |               |               |               |               |                |                |      |
| Robert Daniels Daisi Holmes | Teamwettbewerb | Österreich   | 4:0          | ausgeschieden | ausgeschieden | ausgeschieden | ausgeschieden | ausgeschieden  | ausgeschieden  | 14   |

### Skilanglauf
| Athleten        | Wettbewerbe     | Qualifikation | Qualifikation | Viertelfinale | Viertelfinale | Halbfinale    | Halbfinale    | Finale        | Finale        | Rang |
| Athleten        | Wettbewerbe     | Zeit          | Rang          | Zeit          | Rang          | Zeit          | Rang          | Zeit          | Rang          | Rang |
| --------------- | --------------- | ------------- | ------------- | ------------- | ------------- | ------------- | ------------- | ------------- | ------------- | ---- |
| Jungen          |                 |               |               |               |               |               |               |               |               |      |
| James Slimon    | 10 km klassisch | –             | –             | –             | –             | –             | –             | 32:35,7 min   | 64            | 64   |
| James Slimon    | Sprint Freistil | 3:47,86 min   | 63            | ausgeschieden | ausgeschieden | ausgeschieden | ausgeschieden | ausgeschieden | ausgeschieden | 63   |
| James Slimon    | Langlauf-Cross  | 5:05,80 min   | 67            | –             | –             | ausgeschieden | ausgeschieden | ausgeschieden | ausgeschieden | 67   |
| Mädchen         |                 |               |               |               |               |               |               |               |               |      |
| Molly Jefferies | 5 km klassisch  | –             | –             | –             | –             | –             | –             | 18:00,1 min   | 59            | 59   |
| Molly Jefferies | Sprint Freistil | 3:06,54 min   | 48            | ausgeschieden | ausgeschieden | ausgeschieden | ausgeschieden | ausgeschieden | ausgeschieden | 48   |
| Molly Jefferies | Langlauf-Cross  | 5:48,28 min   | 51            | –             | –             | ausgeschieden | ausgeschieden | ausgeschieden | ausgeschieden | 51   |

### Skispringen
| Athleten   | Wettbewerb    | 1. Durchgang | 1. Durchgang | 1. Durchgang | 2. Durchgang | 2. Durchgang | 2. Durchgang | Gesamt | Gesamt |
| Athleten   | Wettbewerb    | Weite        | Punkte       | Rang         | Weite        | Punkte       | Rang         | Punkte | Rang   |
| ---------- | ------------- | ------------ | ------------ | ------------ | ------------ | ------------ | ------------ | ------ | ------ |
| Jungen     |               |              |              |              |              |              |              |        |        |
| Sam Bolton | Normalschanze | 86,5 m       | 97,7         | 23           | 82,0 m       | 102,2        | 17           | 199,9  | 18     |